# Schlumacherstraße

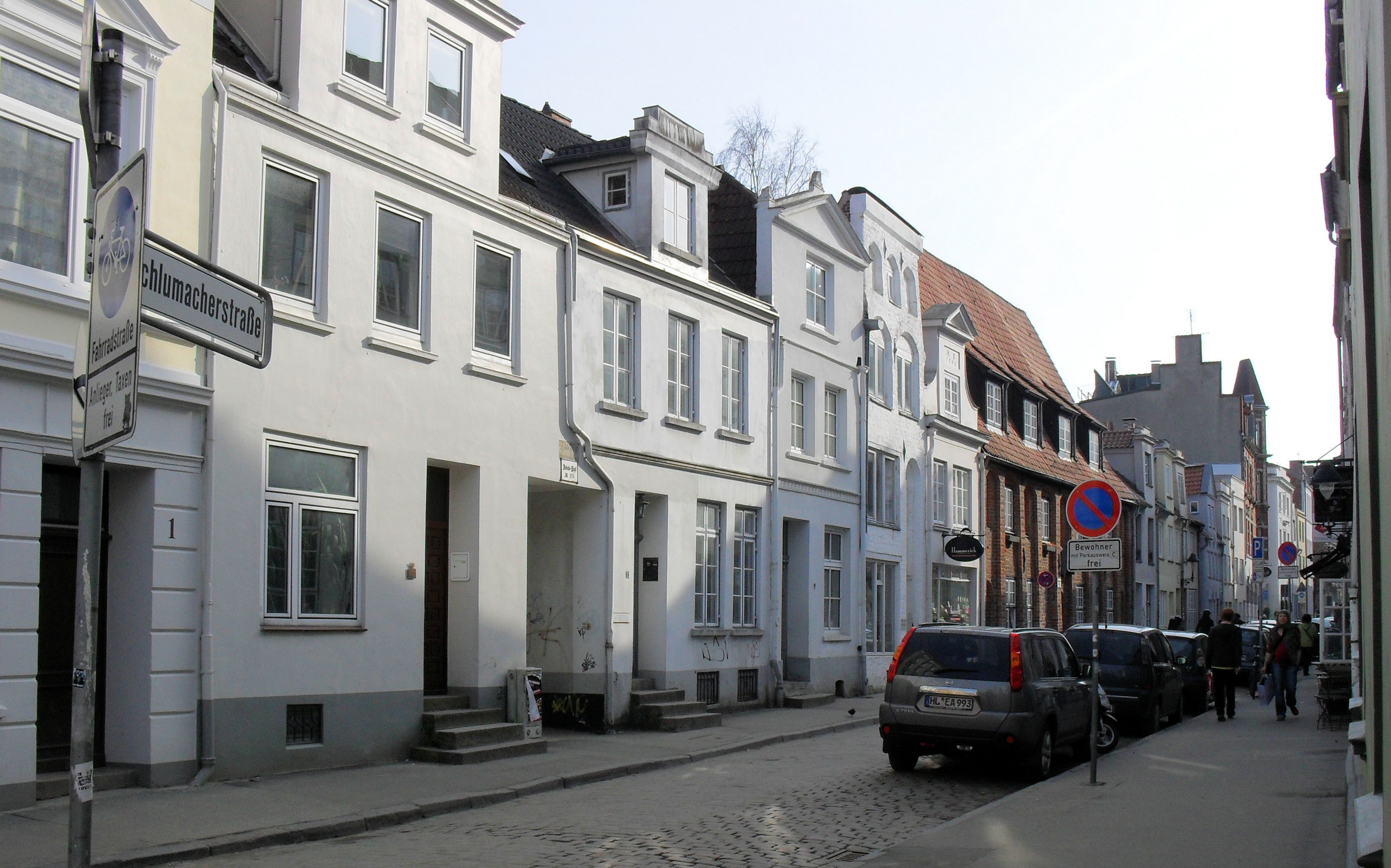
Die Schlumacherstraße, Blick in Richtung Hüxstraße

Die Schlumacherstraße, rot markiert auf einem Stadtplan von 1910

Die Schlumacherstraße ist eine Straße in der Lübecker Altstadt.

## Lage
Die annähernd in Nord-Süd-Richtung verlaufende, etwa 100 Meter lange Schlumacherstraße befindet sich im südöstlichen Teil der Altstadtinsel (Johannis Quartier). Sie verbindet zwei parallele Rippenstraßen, die Fleischhauerstraße und die Hüxstraße.

## Geschichte
Die Straße wurde 1303 erstmals urkundlich erwähnt, trug zu dieser Zeit jedoch noch keinen Eigennamen, sondern nur die Bezeichnung Dwerstrate inter plateam hucorum et plateam carnificum (Querstraße zwischen der Hüxstraße und der Fleischhauerstraße). 1376 trug sie den Namen „Salunenmakerstrate“, abgeleitet von den dort ansässigen Webern, die Salunen herstellten. Dabei handelte es sich um Wolldecken, die verballhornend nach ihrem Ursprungsort, der französischen Stadt Châlons benannt waren. 1388 ist als Variante „Tzillunenmakerstrate“ belegt. Der heutige Name Schlumacherstraße wurde 1852 amtlich festgelegt.
Von den Zerstörungen des Luftangriffs vom 29. März 1942 war die Schlumacherstraße nicht betroffen und weist daher bis heute ein geschlossenes Bild historischer Bebauung auf. In der Schlumacherstraße betrieb Marianne Bachmeier das Restaurant Tipasa, das unter diesem Namen noch heute (2013) existiert.

## Denkmalgeschützte Bauwerke
- Schlumacherstraße 3, 1806 errichtetes klassizistisches Haus
- Schlumacherstraße 4, auf das 17. Jahrhundert zurückgehendes Giebelhaus
- Schlumacherstraße 5, 6 Häuser des 17. Jahrhunderts in Zobels Hof
- Schlumacherstraße 7, 1806 errichtetes klassizistisches Haus
- Schlumacherstraße 9, auf das 14. Jahrhundert zurückgehendes Haus
- Schlumacherstraße 10, auf das Jahr 1700 zurückgehendes Haus
- Schlumacherstraße 12, auf das Jahr 1500 zurückgehendes gotisches Giebelhaus
- Schlumacherstraße 15–23, auf das 15. Jahrhundert zurückgehender ehemaliger Von-Dornes-Hof

## Gänge und Höfe
Von der Schlumacherstraße gehen oder gingen folgende Lübecker Gänge und Höfe ab (nach Hausnummern):
- 5: Zobels Hof
- 12: Klügmanns Gang (abgängig)
- 15–23: v. Dornes Hof (Stift)
- 29: Zobels Gang
- 35: Haudels Gang